# Martín de León Cárdenas
Martin de León (y) Cárdenas (Archidona, 1584 – Palermo, 15 november 1655) was een Spaans augustijn in het onderkoninkrijk Peru. 
Nadien was hij prelaat in de Spaanse onderkoninkrijken Napels en Sicilië. Zo was hij in Napels bisschop van Trivento en Pozzuoli, en vervolgens aartsbisschop van Palermo en in die laatste functie primaat van Sicilië (1650-1655). Kortstondig was hij gouverneur en kapitein-generaal van Sicilië (1650-1650).

## Levensloop
Cardenas groeide op in Cardenas, nabij Málaga. Hij behoorde tot een welstellende familie. Eind jaren 1590 trad hij in het klooster. Bij de augustijnen in Sevilla volgde Cardenas de priesterstudies, die hij voltooide aan de universiteit van Salamanca. In Salamanca behaalde hij het diploma in de theologie. In het jaar 1610 of 1611 werd hij tot priester gewijd.

### Peru (1611-1616)
In 1611 vertrok Cardenas naar Peru. Hij woonde er in het augustijnenklooster San Agustín in de hoofdstad Lima. Cardenas werkte aan het hof van onderkoning Juan Manuel de Mendoza y Luna, derde markies van Montesclaros (1571-1628). In 1616 reisde hij met een delegatie edelen terug naar Sevilla.

### Sevilla (1616-1630)
Het provinciaal kapittel van de augustijnen in Andalusië benoemde Cardenas tot hun secretaris (1617). Van 1620 tot 1621 was hij in Rome ter gelegenheid van het algemeen kapittel der augustijnen. Tijdens dit verblijf verkreeg Cardenas de pauselijke toestemming theologie te doceren bij zijn kloosterorde. Als secretaris bereidde hij samen met de provinciale overste de provinciale kapittels in Sevilla voor. Door zijn prediking geraakte hij bekend in Andalusië. Koning Filips IV beloofde hem op een dag mondeling dat hij bisschop van Trivento nabij Napels mocht worden (1627). 

### Rome (1630-1631)
Drie jaar later, in 1630, was Cardenas in Rome om zijn bisschopsambt in Trevinto voor te bereiden. Paus Urbanus VIII willigde de wens van Filips IV in en benoemde hem tot bisschop van Trevinto (1630). De bisschopswijding vond plaats in de San Agustin, een augustijnenkerk in Rome. Tezelfdertijd benoemde de paus hem tot bisschoppelijk assistent bij de pauselijke troon. Nochtans reisde Cardenas niet af naar Napels. De Spaanse ambassadeur in Rome onderhandelde met de Curie of Cardenas bisschop van Pozzuoli kon worden. In 1631 benoemde paus Urbanus VIII hem tot bisschop van Pozzuoli.

### Pozzuoli (1631-1650)
Cardenas ontvouwde in Pozzuoli grote bouwplannen. De kathedraal en het bisschoppelijk paleis werden gerestaureerd, het centrale plein heraangelegd en hij liet het karmelietenklooster San Jenaro bouwen. Door de herstellingswerken aan de Acquedotto Campana had de stad opnieuw watertoevoer en spoten de fonteinen. Cardenas legde zich toe op nog andere urbanisatieplannen en voerde, buiten Pozzuoli, hervorming door van de landbouwgronden ten voordele van de armste boeren. Cardenas werd zo als de grootste bouwheer in Pozzuoli aanzien in de 17e eeuw. Cardenas predikte vaak in het bisdom wanneer hij pastorale bezoeken aflegde. 
Met de onderkoningen van Napels was Cardenas bevriend, zodat hij tot adviseur van het onderkoninkrijk Napels benoemd werd. Juan Alfonso Enríquez de Cabrera, admiraal van Castilië en onderkoning van Napels, benoemde Cardenas tot lid van de Raad van State van Napels. 
Cardenas was diplomatiek zo handig om zowel de Spaanse belangen in Zuid-Italië als deze van de Curie te verzoenen, in het bijzonder van de machtige kardinaal-nepoot Barberini. In 1646-1647 woedde er een rebellie in Napels; deze begon met de volksmenner Masaniello en leidde naar de afgescheurde Koninklijke Republiek Napels. De rebellen zetten de Spaanse Habsburgers af in Napels. Bisschop Cardenas koos partij voor het Huis Habsburg. Nadat de Spanjaarden de opstand hadden neergeslagen, wenste koning Filips IV Cardenas te belonen voor de loyauteit (1648). Het Hof in Madrid stelde enkele bisschopstronen aan hem voor, maar Cardenas weigerde deze want hij voelde zich goed betrokken bij de situatie in Pozzuoli. Spaanse diplomaten drongen in Rome aan op een kardinaalshoed, doch de Curie weigerde. Ten slotte waren het Hof in Madrid en het Pauselijk Hof het eens om Cardenas te belonen met de aartsbisschoppelijke troon in Palermo (1650). Paus Innocentius X bezorgde hem de bul met de aanstelling, doch Cardenas had al de boottocht van Napels naar Palermo gemaakt op bevel van Madrid.

### Palermo (1650-1655)
Cardenas nam op plechtige wijze bezit van de aartsbisschoppelijke troon in Palermo (1650). Als aartsbisschop droeg Cardenas de titel van primaat van het koninkrijk Sicilië. 
In 1651 ontstond er een machtsvacuüm door het overlijden van Antonio Ronquillo, onderkoning van Sicilië. Het Parlement van Sicilië stelde als interim bestuurder Cardenas aan. Cardenas werd gouverneur met de oude Siciliaanse titel ‘presidente di Sicilia’, alsook kapitein-generaal, een oude militaire titel. Van juli 1651 tot december 1651 was Cardenas aldus de hoogste burgerlijke en militaire autoriteit op Sicilië. In december 1651 kwam de nieuwe onderkoning toe in Palermo. Het was Rodrigo de Mendoza y Sandoval, hertog van Infantado. Tussen de hertog-onderkoning en Cardenas liepen de relaties slecht. Elk van hen voerde meermaals een proces tegen de andere bij de hogere overheden in Madrid. 
In het aartsbisdom Palermo liet Cardenas de ramen van de kathedraal vergroten. Voor de kathedraal liet hij acht standbeelden oprichten die heiligen uit Palermo voorstelden. Tevens deelde hij aalmoezen uit aan armen. Cardenas verzoende de belangen van de Spanjaarden en deze van Rome. Zo organiseerde hij graantransporten naar de Pauselijke Staat wanneer deze tekorten hadden. 
In 1655 werd de hertog van Infantando ontslagen als onderkoning en nam Juan Téllez de Giron, hertog van Osuna, het bestuur over. Tijdens een banket bij de nieuwe onderkoning stierf Cardenas (1655). De bevolking van Palermo nam massaal deel aan zijn begrafenis. Hij kreeg een praalgraf vervaardigd door Gaspare Guercio. Deze tombe bestaat niet meer.

## Standbeeld in Pozzuolo
De inwoners van Pozzuolo lieten een marmeren standbeeld voor Cardenas oprichten, en dit reeds in de periode dat hij primaat van Sicilië was. De moderne naam van het plein met het standbeeld is Piazza della Repubblica. Giuliano Finelli (1602-1653) was de beeldhouwer. Op vier platen rondom het voetstuk staan de bouwactiviteiten van Cardenas opgesomd. Onderaan het voetstuk staat in het Latijn: Ut expressum marmore, sic exculptum cordibus, simulacrum Puteolana civitas erexit. De stad Pozzuoli heeft een monument opgericht, zoals uitgedrukt in marmer, zo is het gegrifd in (onze) harten.